# 平屋さゆり
平屋 さゆり（ひらや さゆり、1984年3月13日 - ）は、日本のグラビアアイドル。所属事務所はアヴィラ（以前はアバンギャルド）。東京都出身。

## 人物
- 血液型：A型
- 趣味：舞台鑑賞、料理
- 特技：殺陣、バレエ
- 好きな食べ物:焼肉
- 嫌いな食べ物:馬刺し
- スポーツ：陸上競技

## 来歴
以前は平屋早百合の芸名で東京児童劇団に所属し、訓練生として映画等に出演しながら活動してきたが、2006年にアバンギャルドに移籍し、グラビアアイドルとしてまた2007年からはレースクイーンとしても活躍している。

## 出演

### 映画
- ピンチランナー（2000年、東映）

### テレビ
- 熱闘！朝まで麻雀スタジアム（テレビ朝日）
- こたえてちょーだい（フジテレビ）
- 占い師　天尽（CBC)
- 九州青春銀行（RKB)

### CM
- 明治製菓「明治ミルクチョコレート」（2002年）
- ASUKANet（2006年）

### インターネット
- アバンギャルド道（あっ!とおどろく放送局）

## DVD
- Body Language　〜言葉はいらない〜（トリコロール）

## レースクイーン
- 2007年　TEAM GAIKOKUYA（外国屋）